# Monte Fumai
Il monte Fumai è un rilievo di 1316 metri situato in territorio di Orgosolo, nella Sardegna centro-orientale. Dopo il monte Corrasi, alto 1463 metri, e Punta Sa Pruna (1416 m), è la vetta più elevata del Supramonte.